# Diapangou-Peulh
Ne doit pas être confondu avec Diapangou.
Diapangou-Peulh est une commune rurale située dans le département de Diabo de la province du Gourma dans la région de l'Est au Burkina Faso.

## Géographie
Diapangou-Peulh est situé à 7 km au Sud-Est de Diabo, le chef-lieu du département.

## Santé et éducation
Le centre de soins le plus proche de Diapangou-Peulh est le centre de santé et de promotion sociale (CSPS) de Diabo.